# James D. Porter junior

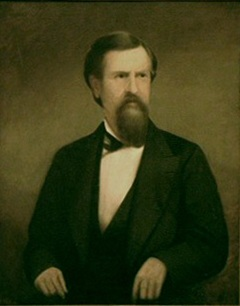
James D. Porter junior

James Davis Porter (* 7. Dezember 1827 in Paris, Tennessee; † 18. Mai 1912 ebenda) war ein US-amerikanischer Politiker und Gouverneur des Bundesstaates Tennessee.  

## Biografie

### Frühe Jahre und politischer Aufstieg
James Porter absolvierte 1846 die University of Nashville. Anschließend studierte er Jura und wurde 1851 als Rechtsanwalt zugelassen. Ab 1859 war er Abgeordneter im Repräsentantenhaus von Tennessee. Bei Ausbruch des Bürgerkrieges schloss er sich dem Süden an. Er verbrachte die gesamte Kriegszeit im Stab von Benjamin Franklin Cheatham. Nach Kriegsende praktizierte er als Anwalt und wurde für vier Jahre Richter am 12. Gerichtsbezirk von Tennessee. Porter war Mitglied der Demokratischen Partei und wurde 1874 deren Kandidat für die anstehende Gouverneurswahl, die er gegen seinen republikanischen Herausforderer Horace Maynard gewann.

### Gouverneur von Tennessee
Während seiner vierjährigen Amtszeit von 1875 bis 1879 als Gouverneur von Tennessee war der Abbau der Staatsverschuldung ein zentrales Thema. Porter schaffte es aber nicht, dieses Problem unter Kontrolle zu bekommen. Erfolgreicher war er mit seiner Bildungspolitik. Damals wurde die erste medizinische Schule für Schwarze gegründet. Der Gouverneur spielte auch eine herausragende Rolle bei der Gründung des George Peabody College für Lehrer in Nashville.

### Weitere Karriere
1879 wurde er Präsident einer lokalen Eisenbahngesellschaft. Dann wandte er sich der Bundespolitik zu und war von 1885 bis 1887 der 16. Assistant Secretary of State (Stellvertretender Außenminister) zur Zeit von US-Präsident Grover Cleveland unter Außenminister Thomas F. Bayard. 1893 ernannte ihn Cleveland zum Botschafter der Vereinigten Staaten in Chile, ein Posten, den er zwei Jahre lang ausfüllte.
Nachdem er bereits Präsident des Aufsichtsrats der University of Nashville war, wurde er 1901 Kanzler dieser Anstalt. Gleichzeitig war er Präsident des Peabody College; als beide Lehranstalten fusionierten, wurde er bis 1909 Präsident der neuen Anstalt mit dem Namen George Peabody College. Danach zog er sich in seine Heimatstadt Paris zurück, wo er am 18. Mai 1912 verstarb.
Porter war mit Susannah Dunlap verheiratet, mit der er vier Kinder hatte.